# Friends of the Earth International
Friends of the Earth International (Przyjaciele Ziemi, FoEI) – międzynarodowa organizacja ekologiczna, mająca swoją główną siedzibę w Amsterdamie.
Friends of the Earth International jest federacją niezależnych organizacji ekologicznych, działających na całym świecie. Zrzesza w 70 krajach około 1,5 miliona członków i sympatyków, którzy prowadzą kampanie dotyczące najważniejszych współczesnych problemów ekologicznych i społecznych, jednocześnie działając na rzecz lokalnego i globalnego zrównoważonego rozwoju.
W Polsce organizacją członkowską FoE International jest Polski Klub Ekologiczny.